# Schronisko Małe w Zimnym Dole
Schronisko Małe w Zimnym Dole, Schronisko w Zimnym Dole VI – schronisko w Zimnym Dole we wsi Czułów w województwie małopolskim, w powiecie krakowskim, w gminie Liszki. Pod względem geograficznym znajduje się na Garbie Tenczyńskim będącym południowym fragmentem Wyżyny Krakowsko-Częstochowskiej.

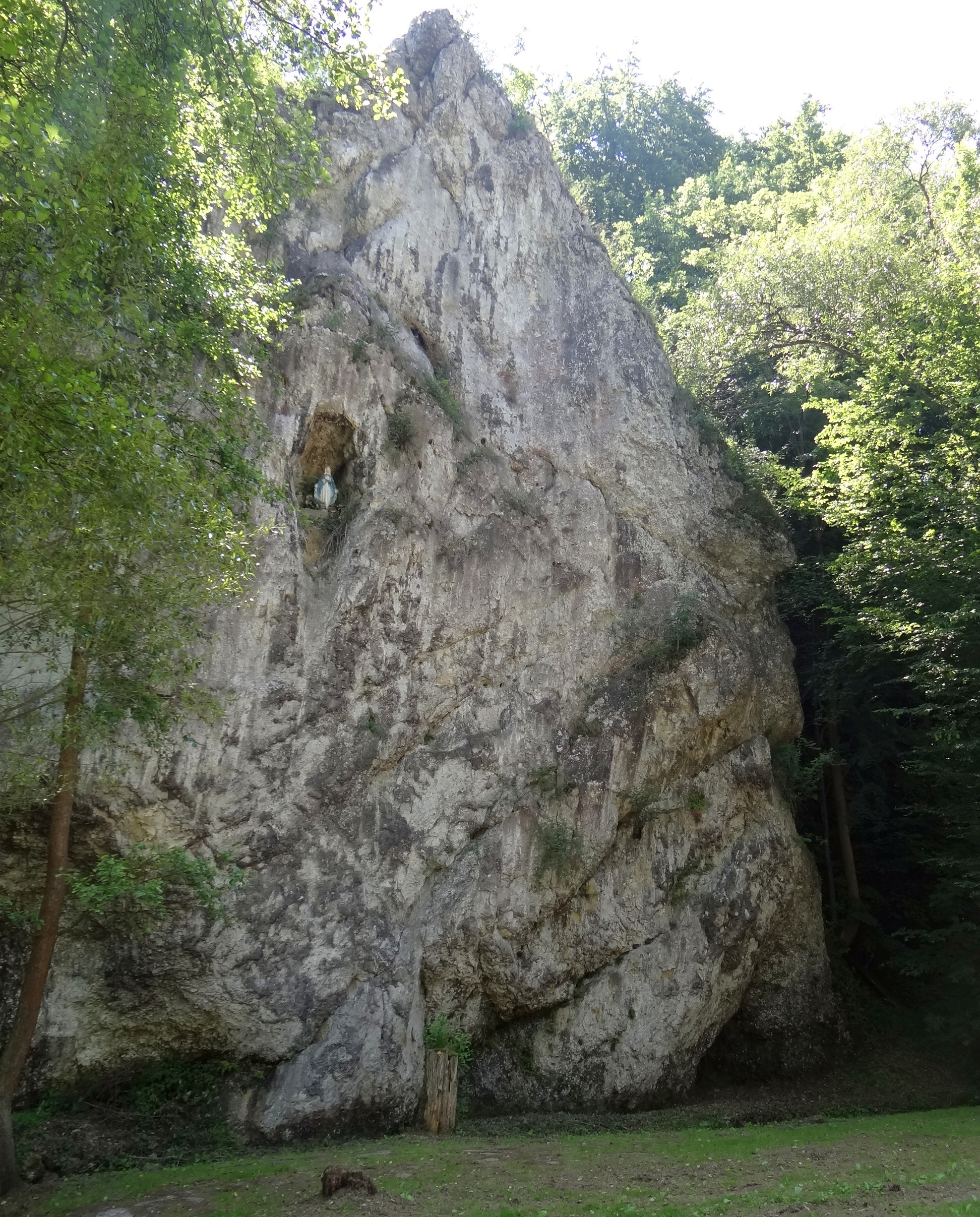
Otwór schroniska po prawej stronie podstawy skały

## Opis obiektu
Przy skrzyżowaniu drogi Mników – Czułów z drogą biegnącą dnem Zimnego Dołu wznosi się wybitna skała Łysina. Schronisko Małe w Zimnym Dole znajduje się około 600 m na południowy zachód od niej, przy drodze biegnącej dnem doliny. Po orograficznie prawej stronie potoku i tuż obok jego koryta wznosi się bezimienna skała. U jej podnóża znajdują się na poziomie potoku dwie wnęki widoczne z drogi. Jedna z nich to otwór schroniska. Znajduje się za nim czterometrowej długości kanał krasowy.
Schronisko powstało w skalistych wapieniach z jury późnej. Ma nacieki w postaci skondensowanego mleka wapiennego i skorodowanych grzybków. Namulisko złożone z gliny, piasku i warstwy liści. Jest wilgotne i w całości oświetlone rozproszonym światłem słonecznym. Na jego ścianach rozwijają się mchy i glony. Ze zwierząt obserwowano pająki i komary.
Dokumentację schroniska sporządzili A. Górny i M. Szelerewicz w listopadzie 1999 r., plan opracował M. Szelerewicz.